# Fred Bourdginon
Frederick George „Fred“ Bourdginon (oft auch Fred Bergdinon; * 22. Juni 1906 in Parry Sound, Ontario; † 18. März 1995 in Leamington, Ontario) war ein kanadischer Eishockeyspieler, der während seiner aktiven Karriere in der Saison 1925/26 zwei Spiele für die Boston Bruins in der National Hockey League auf der Position des rechten Flügelstürmers bestritt.

## Karriere
Bourdginon wurde 1906 in Parry Sound in der Provinz Ontario geboren, wo er bis 1924 im Juniorenbereich in der Ontario Hockey Association dem Eishockeysport nachging. Anschließend zog es ihn in die Vereinigten Staaten nach Minnesota. Daher wurde in früheren Jahren fälschlicherweise Minneapolis als sein Geburtsort angenommen. In der Saison 1925/26 absolvierte der rechte Flügelstürmer zwei Spiele für die Boston Bruins in der National Hockey League, in denen er punkt- und straflos blieb. Die Bruins hatten den Free Agent am 14. Dezember 1925 unter Vertrag genommen. Weitere Spiele sollten nicht folgen, da ihm in der zweiten Partie bei einem Bodycheck von Nels Stewart sämtliche Rippen auf einer Körperhälfte gebrochen worden waren.
Im Anschluss an seine Karriere ließ sich Bourdginon in Windsor in der Provinz Ontario nieder. Unter anderem half er in der Folge beim Bau der Ambassador Bridge über den Detroit River, die die Städte Windsor auf kanadischer und Detroit auf amerikanischer Seite verbindet. Er verstarb am 18. März 1995 im Alter von 89 Jahren bei einem Verkehrsunfall in Leamington in der Provinz Ontario. Sein 50-jähriger Sohn kam dabei ebenfalls ums Leben.